# Les Vampires du docteur Dracula
Pour plus de détails, voir Fiche technique et Distribution.
Les Vampires du docteur Dracula (La marca del hombre-lobo) est un film d'horreur espagnol réalisé par Enrique López Eguiluz, sorti en 1968.
Le film marque les débuts de Paul Naschy dans son rôle fétiche du loup-garou Waldemar Daninsky.

## Synopsis
Sous l'emprise de l'alcool, un couple de bohémiens trouve refuge dans un château abandonné. Dérobant une croix d'argent planté dans le corps du loup-garou Imre Wolfstein, ils lui rendent malencontreusement la vie et ce dernier les massacre. Une série de morts brutales attribuées à des loups ordinaires sont alors signalées dans les environs. C'est lors d'une battue que le Comte Waldemar Daninsky est ainsi mordu par Wolfstein. Devenu loup-garou à son tour, il se tourne vers le Dr Janos de Mikhelov et sa femme, des spécialistes de la lycanthropie, pour remédier à sa nouvelle condition. Mais il ignore que ces derniers sont en fait des vampires qui cherchent à l'utiliser pour tuer Wolfstein. Le couple le force à se battre avec le loup-garou. Après l'avoir tué avec ses crocs, Daninsky détruit les vampires avant d'être abattu par Janice von Aarenberg, une comtesse dont il était amoureux.

## Fiche technique
- Titre original : La marca del hombre-lobo[1]
- Titre français : Les Vampires du docteur Dracula
- Réalisation : Enrique López Eguiluz
- Scénario : Paul Naschy
- Montage : Francisco Jomandreu
- Musique : Ángel Arteaga
- Photographie : Emilio Foriscot
- Production : Maximiliano Perez-Flores
- Décors : José Luis Ferrer
- Réalisation des décors : Lega-Michelena
- Directeur général de production : Julio Jimenez
- Directeur de production : Antonio Cervera
- Adjoint à la production : Pedro Escuder
- Caméra : Roberto Ochoa, José Ramon Torcida et Peter Rohe
- Maquillage : José Luis Ruiz et José Luis Moralès
- Effets spéciaux : Molina
- Société de production : Maxper Producciones Cinematográficas[1]
- Pays d'origine :  Espagne
- Langue : espagnol
- Format : Couleurs - 2,35.1
- Genre : horreur
- Durée : 88 minutes
- Date de sortie : 
  - Espagne : 29 juillet 1968

## Distribution
- Paul Naschy : Comte Waldemar Daninsky
- Manuel Manzaneque : Rudolph Weissmann
- Dyanik Zurakowska : Comtesse Janice von Aarenberg
- Aurora de Alba : Wandessa Mikhelov
- Julián Ugarte : Dr Janos Mikhelov
- José Nieto : Comte von Alen
- Carlos Casaravilla : Juge Tzigane
- Ángel Menéndez : Otto le garde forestier
- Antonio Jiménez Escribano
- Rafael Alcántara
- Rossana Yanni
- Gualberto Galban
- Antonio Orengo : Otto le majordome
- Angela Rhu
- Pilar Vela
- Milagros Ceballos : Martha
- Beatriz Savon
- Teresa Torralba
- Victoriano Lopez

## Commentaires
Le titre français capitalise trompeusement sur le nom populaire de Dracula, qui n'apparaît pourtant pas ici (aux États-Unis, il sera de même exploité sous le titre tout aussi fantaisiste de Frankenstein's Bloody Terror). Même si un vampire hante bel et bien le film, le récit se concentre sur les mésaventures d'un homme marqué par la Lycanthropie. 
Les Vampires du docteur Dracula est le tout premier épisode des aventures du personnage Waldemar Daninsky, loup-garou qui réapparaitra dans douze autres films, dont le dernier date de 2004.
C'est également le début d'une carrière dans le registre fantastique de l'ancien catcheur vedette Jacinto Molina, plus connu à l'écran sous le pseudonyme Paul Naschy. Élargissant, plus tard, son répertoire à tous les monstres mythiques (Dracula, la momie, Frankenstein…).

## Saga Waldemar Daninsky
- 1968 : Les Vampires du Dr Dracula (La marca del hombre lobo), d'Enrique López Eguiluz (es)
- 1970 : Dracula contre Frankenstein (Los monstruos del terror), de Tulio Demicheli
- 1971 : La Furie des vampires (La noche de Walpurgis), de León Klimovsky
- 1972 : Dr. Jekyll y el Hombre Lobo (es), de León Klimovsky
- 1973 : L'Empreinte de Dracula (El retorno de Walpurgis), de Carlos Aured : Waldemar Daninsky / Irineus Daninsky
- 1975 : Dans les griffes du loup-garou (La maldición de la bestia), de Miquel Iglesias Bonns
- 1980 : El retorno del Hombre-Lobo (en), de Paul Naschy
- 1983 : La bestia y la espada mágica (en), de Paul Naschy
- 1987 : El aullido del diablo (es), de Paul Naschy
- 1996 : Licántropo: el asesino de la luna llena (es), de Francisco Rodríguez Gordillo (es)
- 2004 : Tomb of the Werewolf, de Fred Olen Ray